# Canal Varvatsi
Le canal Varvatsi (Кана́л и́мени Варва́ция) (avant 2017: canal du 1er-Mai) est un canal de la ville d'Astrakhan en Russie. Il réunit deux bras de la Volga, le Koutoum et le Tsariov. 
Ces deux bras et la Volga ainsi que le canal entourent une île artificielle sans nom où se trouve la partie la plus centrale de la ville. Le canal commence dans le quartier des Bolchie Issady (Grandes Grèves), traverse la Ville blanche d'Astrakhan, le quartier de Makhallia et d'autres et d'anciennes slobodas qui regroupaient d'autres nations (la sloboda arménienne, la sloboda perse, etc.) puis la Kossa et se termine dans l'arrondissement d'Elling.  
Du Koutoum au pont de la Douane, le canal est longé des deux côtés par le quai du 1er-Mai, puis vers le sud-ouest jusqu'au Tsariov par le quai du Marigot-de-la-Volga. La partie Est du canal est bordée en majorité d'anciennes maisons de marchands d'avant la révolution de 1917.     

## Histoire
C'est après la visite de Pierre le Grand à Astrakhan en 1722 que la question du creusement d'un canal entre le Koutoum et la Volga est posée afin d'assécher la zone. Cependant les travaux ne commencent que vingt-deux ans plus tard et sont maintes fois interrompus. Catherine II décrète la reprise en 1785, mais cela ne prend effet qu'en 1809. Les travaux sont financés par un riche habitant d'Astrakhan d'origine grecque, Ivan Varvatsi (Ioánnis Varvákis 1745-1825). Les travaux se déroulent de 1810 à 1817 et il reçoit le nom de « pont d'Astrakhan », puis de « pont Varvatsi » le 31 décembre 1817. Des travaux de consolidation ont lieu en 1838 et on plante des tilleuls.  
Le canal prend le nom de 1er-Mai en 1920. Il prend son nom actuel en 2017.

## Ponts
Onze ponts traversent le canal: le pont Ivanovski (Saint-Jean), de la Trinité, de Terre, le pont Metchnikov, le pont Varvatsi, le pont Tatar, le pont de l'Amirauté, le pont de la Douane, le pont de l'Amitié-entre-la-Russie-et-l'Azerbaïdjan, ainsi que deux ponts sans nom. Le pont Vieux qui croise la Volga est en prolongement du quai.   